# 'Na sera 'e maggio/Celeste
 'Na sera 'e maggio/Celeste è il 32º singolo discografico di Mina, pubblicato a novembre del 1960 su vinile a 45 giri dall'etichetta Italdisc.

## Storia
Ne esiste una versione promozionale per jukebox con identico numero di catalogo. Ha due copertine fotografiche diverse, qui Archiviato il 5 marzo 2023 in Internet Archive. quella ufficiale. Esiste anche una ristampa con l'etichetta del titolo Celeste su entrambi i lati del vinile. Le canzoni sono presenti anche nell'EP Mina canta Napoli pubblicato a novembre del 1960, nella raccolta Mina canta Napoli del 1966 e nell'antologia Ritratto: I singoli Vol. 2 del 2010, che riepiloga cronologicamente tutti i singoli fino al 1964.
Mina è accompagnata dal maestro Tony De Vita con la sua orchestra.
Il brano 'Na sera 'e maggio è la cover del classico napoletano cantato per la prima volta al Teatro Bellini di Napoli da Vittorio Parisi nel 1938. Venne inclusa negli album Due note del 1961 e Mina Nº 7 del 1964. Il cofanetto monografico Gli anni Rai, composto da 10 DVD e pubblicato da Rai Trade e GSU nel 2008,

contiene due registrazioni dal vivo del brano tratte da altrettante trasmissioni televisive:
- Canzonissima 1960, 11ª puntata (24 dicembre) - Gli anni Rai 1959-1962 Vol. 10 - frammento (durata 1:32)[7]
- Alta Pressione 1962, 3ª puntata (30 settembre) - Gli anni Rai 1962-1965 Vol. 9 - frammento (durata 1:00)[8]

Il brano Celeste si trova nella raccolta Mina ...Di baci del 1993.

## Tracce
Lato A
1. 'Na sera 'e maggio – 3:17 (testo: Gigi Pisano – musica: Giuseppe Cioffi; edizioni musicali La Canzonetta)

Lato B
1. Celeste – 3:58 (testo: Salvatore Palomba – musica: Eduardo Alfieri; edizioni musicali Gennarelli Bideri-Scia)